# Национальный день метеоролога
Национальный день метеоролога (англ. National Weatherperson's Day, National Weatherman's Day) — отмечается 5 февраля в основном в Соединённых Штатах Америки. Он учреждён в честь специалистов в области метеорологии, прогнозирования погоды и радиовещательной метеорологии, а также волонтёров-наблюдателей за штормами и обозревателями. Он отмечается в день рождения Джона Джеффриса, одного из первых метеорологов США, проводившего ежедневные измерения, начиная с 1774 года; Джеффрис родился 5 февраля 1744 года.
Джеффрис совершил первый полёт на воздушном шаре над Лондоном в 1784 году с целью сбора данных для научного исследования воздуха на больших высотах.